# Papallona reina blava d'Australàsia
La papallona reina blava d'Australàsia (Papilio ulysses) és una espècie de lepidòpter papilionoïdeu de la família dels papiliònids (Papilionidae) pròpia del nord-oest Austràlia, Nova Guinea, Moluques i illes properes.

## Característiques
La reina blava d'Australàsia té una envergadura d'uns 14 cm. La cara superior de les ales és d'un blau elèctric iridescent, i la inferior, de color negre tènue i marró. La femella és diferent, té un dibuix en forma de mitja lluna i li falta el blau a la part posterior de les ales. Quan la papallona Ulisses està en vol, el color blau queda amagat i mostra un to grisenc, que li permet camuflar-se amb l'entorn. Així i tot, se la pot veure a metres de distància pels centellejos sobtats de blau brillant.